# Werwolf

Wolfsangel o "dente di lupo", simbolo del Werwolf

Il Werwolf o Wehrwolf era un'organizzazione di resistenza istituita e gestita dalle Schutzstaffel durante gli ultimi mesi della seconda guerra mondiale, per compiere atti di sabotaggio e di guerriglia contro gli Alleati.
L'organizzazione di queste unità venne affidata al comandante in capo delle SS Heinrich Himmler, che la pose sotto il comando del SS-Obergruppenführer Hans-Adolf Prützmann e del SS-Brigadeführer Karl Pflaumer.

## Origini
Il termine Werwolf significa in tedesco 'uomo lupo', 'lupo mannaro', 'licantropo'. Il termine Wehrwolf, che è pronunciato nello stesso modo, significa 'armata del lupo' o 'difesa del lupo' e richiama una vecchia tradizione di lotta non convenzionale in Germania. Difatti, un racconto scritto da Hermann Löns, pubblicato nel 1910, descrive la guerriglia dei contadini del nord della Germania durante la guerra dei trent'anni.
Il movimento di resistenza tedesco venne chiamato Werwolf sia per il particolare suono evocativo del nome sia perché un Wehrwolf Bund era già esistito intorno agli anni venti nell'area nazionalista.

## La costituzione
Nell'autunno 1944 durante una riunione tra il capo della Gioventù hitleriana (Hitler-Jugend) Artur Axmann, Hans-Adolf Prützmann, il capo RSHA Ernst Kaltenbrunner e il Waffen-SS Obsturmbannführer Otto Skorzeny, Himmler espose il suo piano per il Werwolf.
Prützmann, nel 1943 capo delle SS per il settore sud orientale e l'Ucraina e dal 1944 generale SS della polizia, assunse la direzione dell'organizzazione ed il compito di reclutare volontari e di organizzare il loro addestramento che sarebbe stato poi messo in pratica dagli SS-Jagdverband (squadre di caccia) di Otto Skorzeny. Una volta addestrate, le unità Werwolf sarebbero passate dalla guida d'inesperti ragazzi della Hitlerjugend a quelle d'ufficiali veterani dell'esercito e della Waffen SS.
All'inizio del 1945, quand'era ormai chiaro che le forze tedesche non avrebbero potuto impedire agli Alleati di entrare in Germania, il ministro Goebbels proclamò ufficialmente la nascita della Werwolf, soprattutto attraverso i comunicati radio, annunciando che l'organizzazione avrebbe dato vita a gruppi autonomi di resistenza nazista contro sovietici e anglo-americani, in modo analogo ai vari gruppi di resistenza che erano sorti nei territori occupati dalla Germania.
Lo storico Perry Biddiscombe ha sostenuto che il Werwolf rappresentasse un ritorno della corrente più radicale e social-rivoluzionaria del Nazionalsocialismo, che era presente sin dalla nascita del movimento ma che era stata di fatto soppressa dopo la Notte dei lunghi coltelli.

### Quartier generale
Il quartier generale del Werwolf fu insediato nel castello di Hülchrath, vicino alla città renana di Erkelenz.
I primi duecento volontari reclutati erano membri assai giovani della Hitlerjugend, viste le difficoltà nel reclutare altri uomini abili oltre a quelli già massicciamente impiegati al fronte o nella Volkssturm. 
Alla fine di novembre gli uomini di Otto Skorzeny impartirono loro lezioni intensive sulle tecniche di sabotaggio, demolizione, uso di armi leggere, di sopravvivenza e radio comunicazioni.

### Centri addestrativi
Prützmann cercò anche di organizzare altri centri d'addestramento nei sobborghi di Berlino ed in Baviera, nelle cittadine di Hülchrath, Lübbecke, Eltville sul Reno, Neustrelitz e Quenz am See.
Nello stesso periodo furono approntati bunker speciali vicino al fronte da usare come depositi d'armi e materiali del Werwolf prima di essere occupati dagli Alleati.
I membri della rete "Werwolf" furono muniti di documenti falsi forniti dalla Gestapo, per essere in grado di mescolarsi anonimamente alla popolazione civile e di assumere, dunque, la loro identità di combattenti clandestini solo durante le operazioni.

### I compiti
A questi ragazzi venne affidato un gran numero di compiti che comprendevano azioni di guerriglia e di sabotaggio; azioni di ricognizione, di camuffamento e di mimetizzazione per controllare i movimenti delle truppe Alleate, e la conseguente selezione di bersagli e obiettivi, uso di esplosivi e delle armi più sofisticate per il cecchinaggio ed il sabotaggio di strade e materiali.
L'opuscolo del Werwolf è stato ristampato in inglese nel 1999 e conteneva le istruzioni per condurre la guerra di guerriglia con sabotaggi e attentati, sintetizzando così le ragioni di queste operazioni: «Il nemico dovrà sottrarre truppe dalla linea del fronte per difendere le altre strade. La capacità offensive del nemico sarà indebolita. Ogni cosa che riusciamo a distruggere dovrà essere sostituita. Ogni danno apportato al nemico aiuta le nostre truppe».

## Azioni

### Zona d'occupazione britannica
Le attività del Werwolf nelle zone di occupazione britannica furono circoscritte ad imboscate ed attentati. Quella più eclatante costò la vita al maggiore John Poston, impegnato in precedenza come aiutante di campo per il maresciallo Montgomery nel deserto, in Sicilia e nel nord dell'Europa.
Come ufficiale di collegamento tra i vari comandi, Poston spesso viaggiava per raccogliere informazioni per fornirle ai responsabili della pianificazione delle battaglie.
Nell'ultima settimana della guerra, Poston fu attaccato da una squadra di giovani del Werwolf, mentre guidava il
suo mezzo in una tranquilla strada di campagna dirigendosi verso il quartier generale di Montgomery. Colpito una
prima volta cercò di difendersi, ma fu finito da una scarica di mitragliatore.
Ci furono molti altri scontri a fuoco tra i giovani soldati e reparti britannici.

### Zona d'occupazione americana
Sul versante americano la resistenza Werwolf fu molto più intensa:

#### L'Operazione Carnevale
Dopo sei settimane d'assedio il 21 ottobre 1944 Aquisgrana, completamente distrutta, passò in mano americana ed il 30 ottobre 1944 gli Alleati nominarono sindaco l'avvocato Franz Oppenhoff. Si trattava della prima autorità tedesca imposta dal nemico. Il Werwolf lo considerò un traditore, condannandolo a morte: per giustiziarlo l'organizzazione pianificò la Unternehmen Karneval (Operazione Carnevale) alla quale parteciparono Ilse Hirsch di 22 anni, il tenente delle SS (Untersturmführer) Wenzel, il suo operatore radio Sepp Leitgeb, Karl Heinz Hennemann, Eric Morgenschweiss di 16 anni e Heidorn. Per preparare l'operazione s'incontrarono nel castello di Hülchrath.
Il 24 marzo 1945 il commando Werwolf fu paracadutato nei sobborghi di Aquisgrana, città che Ilse conosceva perfettamente.
Oppenhoff, 41 anni, sua moglie ed i tre figli vivevano nella Eupener Strasse al n. 251. 
Una volta davanti alla casa, bussarono alla porta, e Wenzel e Leitgeb lo freddarono. 
Mentre scappavano dalla città, Ilse Hirsch fu ferita dall'esplosione di una mina e una scheggia uccise Sepp Leitgeb. Curata in ospedale, la ragazza tornò nella sua casa di Euskirchen.
Tutti i membri del commando, ad eccezione del tenente Wenzel, furono catturati e processati dopo la guerra. Il “Processo Werwolf” tenuto ad Aquisgrana nell'ottobre del 1949 riconobbe colpevoli Henneman e Heidorn che ebbero da uno a quattro anni di carcere. Ilse ed Eric Morgenschweiss furono assolti per la loro età. Qualche tempo dopo, Ilse si sposò e visse ad un chilometro di distanza dal luogo dell'episodio più famoso della sua vita. Del tenente Wenzel si persero le tracce e s'ignora la sua sorte.
Oppenhoff fu una delle molte persone, accusate di collaborazionismo con il nemico, che caddero per mano dei “Lupi mannari”.

#### Penzberg
La notte tra il 28 e il 29 aprile 1945, alla vigilia del suicidio di Hitler e a pochi giorni della capitolazione, un commando guidato dallo scrittore Hans Zöberlein, effettua l'esecuzione di otto cittadini di Penzberg che avevano deposto il sindaco nazionalsocialista.
Sul luogo vengono lasciati volantini con questo scritto: «Monito a tutti i traditori ed amorevoli servitori del nemico!
Il Werwolf dell'alta Baviera ammonisce ad ogni buon conto tutti coloro che favoreggiano il nemico tra i tedeschi e i loro
parenti o che minacciano o vessano chi mantiene la sua fedeltà ad Adolf Hitler. Noi ammoniamo! Traditori e criminali
del popolo che pagheranno con la loro vita e con quella della loro intera genìa. Le comunità dei villaggi che
attenteranno alla vita dei nostri o esporranno la bandiera bianca, saranno annientati prima o dopo. La nostra
vendetta è la morte! Il Werwolf»
Nel primo dopoguerra per quest'episodio si fece un processo (per una descrizione dei
fatti processuali ). I protagonisti furono condannati a forti pene detentive o a morte. Lo scrittore ed eroe di
guerra Hans Zöberlein, capo di una delle unità Werwolf che andarono a Penzberg per eseguire l'ordine di “impiccare
funzionari e caporioni comunisti del KPD della città” dopo l'azione disse: “A Penzberg c'era un porcile che adesso è
stato ripulito.”.
Condannato a morte e poi all'ergastolo fu liberato nel 1958 per gravi motivi di salute.

## La repressione
La paura del Werwolf si diffuse insieme con quella della creazione del ridotto alpino: l'idea di Goebbels di creare una sacca di resistenza permanente tra l'Austria e la Germania arroccandosi sulle montagne per continuare la lotta.
La reazione degli Alleati fu durissima: fu ordinato che ogni combattente Werwolf catturato dovesse essere fucilato sul posto. Furono infatti considerati, per il diritto internazionale, non come membri di una milizia combattente partigiana, ma come spie (anche perché non agivano in divisa, come del resto la maggioranza dei partigiani), e quindi passibili di fucilazione immediata.

## La resa ufficiale
Alla fine del 5 maggio 1945 l'ammiraglio Karl Dönitz fece la seguente proclamazione da Radio
Copenaghen, Praga e Flensburg: «Il fatto che al momento sia in atto un armistizio significa che devo chiedere ad ogni tedesco, uomo o donna, di cessare ogni attività illegale nell'organizzazione Werwolf o altre dello stesso tipo nei territori occupati perché queste causerebbero solo danni al nostro popolo».

## Aspetto spionistico dei Werwolf a est
Le reti spionistiche ad est furono dirette dal generale ombra, conosciuto anche come Volpe grigia, Reinhard Gehlen.

### Reinhard Gehlen
Il generale Ghelen, capo del FHO o Fremde Heere Ost, il reparto informazioni del settore est dell'OKW, durante la ritirata dai territori sovietici e polacchi, aveva provveduto a lasciare dietro le linee sovietiche delle reti di agenti, detti reti Wally e reti Zeppelin, che man mano saranno tutte trasformate in reti R (da Rücken che significa "dietro la schiena"). Qualche anno dopo, durante la guerra fredda, tutte queste cellule spionistiche, vere e proprie unità Stay behind, risulteranno di importanza vitale per la CIA statunitense.

### Fremde Heere Ost
Quella che segue è la struttura del Fremde Heere Ost.
- Gruppe I - Analisi e Reports
- Gruppe II - Statistiche e Studi
  - IIa - Manodopera e Demografia
  - IIb - Morale, Agricoltura, Istruzione e Questioni Politiche
  - IIc - Unità Militari (oltre 30 000 files)
  - IId - Produzione Militare
  - IIe - Armi e Tattiche
- Gruppe III - Interrogatori, Traduzioni e Documenti
- Gruppe IV - Attività sovietica in Scandinavia
- Gruppe V - Cartografie (18 tra ufficiali e specialisti)
- Gruppe VI - Fotografie
- Gruppe VII - Amministrazione e Finanza
- Biblioteca Centrale FHO - Freiin Speth Schülzburg (oltre 10 000 libri e manuali sovietici)

### Struttura delle reti spionistiche di Gehlen
Si prevedono unità di circa 60 uomini, che oltre a svolgere azioni di sabotaggio, spionaggio e di guerriglia, funzionino pure come centri radio, di trasmissione e ascolto, e come nuclei clandestini di contro-propaganda politica.

### Intervento del NKVD sovietico
Alla fine degli anni quaranta del XX secolo l'NKVD, la polizia segreta sovietica, organizzò nei Paesi dell'Est i reparti UB (Urzad Bespienczenstwa), un organismo nato per dare la caccia a ogni residua spia nazista.

### Gehlen diventa direttore del BND
Nel 1956 l'efficienza dimostrata da Gehlen e dalla sua rete verrà riconosciuta dalla Germania Occidentale, e portò alla sua nomina a direttore del BND o Bundesnachrichtendienst (il servizio di informazioni federale), alleato della CIA.

## Struttura del Werwolf "Dienststelle Prutzmann"
- General Inspekteur fur Spezial-Abwehr (SS-Obergruppenführer Hans Prutzmann)
- Vertreter (General-Leutnant Juppe)
- Assistent (Sturmbannführer Kamm & Sturmbannführer Muller-West)
- OKW Verbindung (Leutnant Unger)
- Chef des Stabes (Standartenführer Tschiersky & Brigadeführer Opländer)
- Werwolf - Weiblich Abteilung (Maisch)
- Werwolf - Sanität Abteilung (dr. Huhn)
- Werwolf - Personel-Amt (Sturmbannführer Kotthaus)
- Werwolf - Nachrichten Abteilung (Hauptmann der Polizei Schwizer)
- Werwolf - Training Amt (Brigadeführer Siebel)

## Altri gruppi assimilabili al Werwolf

### Edelweisspiraten
Dopo il 1946 i servizi segreti in Germania notarono un'attività armata clandestina da parte di un'organizzazione che si era appropriata del nome di un gruppo della resistenza tedesca antinazista: gli Edelweisspiraten (pirati della stella alpina). Il gruppo sembrava essere composto principalmente da membri e ufficiali della Gioventù hitleriana, ex-soldati delle SS e sbandati. Era descritto da un rapporto dei servizi segreti come un movimento "sentimentale, avventuroso e romanticamente antisociale".
Per la sua capacità di attrarre ex soldati e giovani senza lavoro, fu considerato dagli ufficiali americani come una seria minaccia, inferiore solo al Werwolf. Un rapporto dei servizi segreti in Norimberga stimava a 7 000 gli appartenenti ai diversi gruppi riconducibili agli Edelweisspiraten e che si proponevano di liberare ex soldati delle SS detenuti, condurre attentati terroristici contro gli sfollati polacchi ed ebrei e attacchi dinamitardi contro ponti e ferrovie, di molestare le donne che fraternizzavano con i soldati Alleati, specialmente quelli di colore, e sabotare i processi ai criminali di guerra; il tutto con l'obiettivo a lungo termine di far rivivere l'ideologia nazista e gettare le basi per un nuovo stato nazista.
Un raid nel marzo 1946 portò alla cattura di 80 ex-ufficiali tedeschi nel cui possesso fu trovata una lista di 400 persone da eliminare, incluso il primo ministro del governo bavarese, Wilhelm Hoegner. Altri membri sospettati di appartenere al gruppo furono catturati in nascondigli nelle campagne insieme a casse di munizioni e perfino razzi anticarro. Verso la fine di marzo un altro migliaio di appartenenti al gruppo fu arrestato dopo scontri a fuoco con la polizia, fra di essi l'ultimo capo della Gioventù hitleriana, Arthur Axmann.

### Freies Deutschland
La formazione denominata battaglione Freies Deutschland fu operativa fino al 1946 e comprendeva ben 1.400 combattenti. Fu un battaglione garibaldino tedesco promosso dalla formazione “Garibaldi Carnia” nel 1944 attivo e combattente in particolar modo nella valle austriaca del Gail/Gailtail. Fu un reparto di partigiani composto da disertori tedeschi di nascita e soprattutto delle nazionalità non germaniche reclutate con l'occupazione, austriaci, cecoslovacchi e fiamminghi, misti con partigiani friulani, talvolta provenienti come il loro commissario politico Gino Unfer “Vesuvio”, originario di Paluzza, dalla minoranza tedescofona friulana. Dopo il combattimento del 4-5 ottobre 1944 alla caserma di Straniger (Austria) una fotografia del comandante del Battaglione Carnia, “Barba”, e di “Vesuvio” è stata esposta al posto di blocco che da Tolmezzo (Ud) portava verso l'Austria dal novembre 1944 all'aprile 1945 dai tedeschi con una taglia di L.100.000. La formazione fu attiva in una zona del Fronte orientale compresa tra l'Alta e la Bassa Slesia arrivando fino alla Pomerania.

### Schwarzer Wolf St. Hubertus
La formazione denominata Schwarzer Wolf St. Hubertus prendeva il nome da San Uberto. Aveva una forza di circa 200 uomini e si dividevano in due gruppi: 
- 30 uomini nel triangolo Opole-Strzelce-Olesno
- 170 uomini nel settore di Gliwice.

Le loro azioni furono segnalate fino al 1954.

## Cinema
I combattenti del Werwolf sono stati rappresentati nel film Europa di Lars von Trier del 1991.

## Musica
Le unità Werwolf hanno ispirato una canzone del gruppo musicale italiano degli Intolleranza.
Un brano presente nell'album Viktoria del gruppo musicale Marduk è intitolato Werwolf.